# Last Days in Vietnam
Last Days in Vietnam ist ein US-amerikanischer Dokumentarfilm der Regisseurin Rory Kennedy aus dem Jahr 2014. Im Film werden Archivaufnahmen von Richard Nixon gezeigt.

## Inhalt
Der Film handelt von den letzten Wochen des Vietnamkriegs. Die nordvietnamesische Armee nähert sich der größten Stadt Vietnams, Saigon, damals auch Hauptstadt der Republik Vietnam. Die südvietnamesische Armee flieht in Panik. Währenddessen hat das Weiße Haus den Befehl gegeben, US-Bürger zu evakuieren. Die US-amerikanischen Soldaten stehen vor der Frage, ob sie den Befehl befolgen sollen oder auch die Südvietnamesen retten sollen. Als der südvietnamesische Widerstand zerbricht, versuchen die US-Soldaten so viele Leben wie möglich zu retten.

## Hintergrund
Die Regisseurin Rory Kennedy greift in ihrem Film auf Archivmaterial zurück und führt Aussagen von Zeitzeugen, Historikern sowie andere Experten in den Film ein.
Der Film wurde von Moxie Firecracker Films produziert und nahm inländisch rund 466.000 US-Dollar ein.
Seine Premiere feierte der Film am 17. Januar 2014 auf dem Sundance Film Festival in Park City, Utah. Es war das 30. Sundance Film Festival.

## Kritik
Der Film erhielt überwiegend positive Kritik.

„Dies ist sowohl eine ergreifende, spannende Geschichte als auch ein profundes moralisches Drama.“

„Gut, aber zu eng im Fokus und etwas voreingenommen in der Auswahl der Stimmen, die die Filmemacher trafen.“

„Es ist eine schmerzhafte Reihe von Berichten ehrwürdiger Patrioten, müder Politiker und verzweifelter Zivilisten, die in einer panischen Situation stecken – und ein bemerkenswertes Stück Arbeit, das von allen, die meinen, alles über den Vietnamkrieg zu wissen, gesehen werden sollte.“

## Auszeichnungen
Bei der Oscarverleihung 2015 wurde der Film in der Kategorie Bester Dokumentarfilm nominiert. Er wurde noch für zahlreiche andere Preise nominiert, darunter für den Critics’ Choice Award in der Kategorie Bester Dokumentarfilm, gewann aber nur vier davon.